# Édouard Lepan
Édouard Marie Joseph Lepan est un homme de lettres français né à Paris en 1765, où il est mort en 1844. 
Il fait ses études de droit et se destine à la magistrature lorsque, la Révolution étant survenue, il se voue entièrement à la carrière des lettres. 

## Œuvres
Citons parmi ses écrits : 
- Principes généraux de la langue française, en vers (1793) ;
- Courrier des théâtres, journal qu’il publia pendant huit ans ;
- Histoire de l’établissement des théâtres en France (1807, in-8°) ;
- Traduction des fables italiennes de Pignotti (1816, in-12) ;
- Méthode anglaise simplifiée (1816, in-12) ;
- Miroir du cœur humain (1816, in-12) ;
- Vie de Voltaire (1817, in-8°);
- Commentaires sur les tragédies et les comédies de Voltaire (1824, in-8°) ;
- Principales erreurs de Condorcet dans sa Vie de Voltaire (1824, in-8°), etc.

## Source
- « Édouard Lepan », dans Pierre Larousse, Grand dictionnaire universel du XIXe siècle, Paris, Administration du grand dictionnaire universel, 15 vol., 1863-1890 [détail des éditions].